# Elnökválasztások a Transvaal Köztársaságban

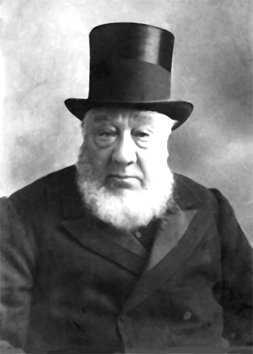
Paul Kruger a 3 alkalommal újraválasztott elnök.

A Transvaal Köztársaságban öt alkalommal rendeztek elnöki választásokat. Bár ez nem tűnik soknak, annak figyelembe vételével, hogy az állam csupán 1856-1902 között állt fenn, nem is kevés. Érdekesség, hogy az állam hét elnöke közül csupán kettőt választottak meg demokratikus úton. A többi elnököt feltehetően a politikai vezetés maga nevezte ki. A legtöbbször választási győzelmet arató, és legtöbb ideig szolgálatban lévő búr elnök Paul Kruger volt. Őt 1883-as megválasztását követően még három alkalommal választották újra. 

## Választások

### 1872-es elnöki választások
| Indulók                 | Szavazatok száma | Százalék |
| ----------------------- | ---------------- | -------- |
| Thomas François Burgers | 2964             | 88,4     |
| William Robinson        | 388              | 11,6     |

### 1883-as elnöki választások
| Indulók      | Szavazatok száma | Százalék |
| ------------ | ---------------- | -------- |
| Paul Kruger  | 3431             | 74,5     |
| Piet Joubert | 1171             | 25,5     |

### 1888-as elnöki választások
| Indulók      | Szavazatok száma | Százalék |
| ------------ | ---------------- | -------- |
| Paul Kruger  | 4483             | 84,3     |
| Piet Joubert | 834              | 15,7     |

### 1893-as elnöki választások
| Indulók      | Szavazatok száma | Százalék |
| ------------ | ---------------- | -------- |
| Paul Kruger  | 7911             | 52,2     |
| Piet Joubert | 7246             | 47,8     |

### 1898-as elnöki választások
| Indulók      | Szavazatok száma | Százalék |
| ------------ | ---------------- | -------- |
| Paul Kruger  | 12858            | 86,5     |
| Piet Joubert | 2001             | 13,5     |

## Lásd még
- Búrok
- A Transvaal Köztársaság elnökeinek listája

## Fordítás
- Ez a szócikk részben vagy egészben  a   Transvaal presidential election, 1872 című angol Wikipédia-szócikk fordításán alapul.  Az eredeti cikk szerkesztőit annak laptörténete sorolja fel. Ez a jelzés csupán a megfogalmazás eredetét és a szerzői jogokat jelzi, nem szolgál a cikkben szereplő információk forrásmegjelöléseként.
- Ez a szócikk részben vagy egészben  a   Transvaal presidential election, 1883 című angol Wikipédia-szócikk fordításán alapul.  Az eredeti cikk szerkesztőit annak laptörténete sorolja fel. Ez a jelzés csupán a megfogalmazás eredetét és a szerzői jogokat jelzi, nem szolgál a cikkben szereplő információk forrásmegjelöléseként.
- Ez a szócikk részben vagy egészben  a   Transvaal presidential election, 1888 című angol Wikipédia-szócikk fordításán alapul.  Az eredeti cikk szerkesztőit annak laptörténete sorolja fel. Ez a jelzés csupán a megfogalmazás eredetét és a szerzői jogokat jelzi, nem szolgál a cikkben szereplő információk forrásmegjelöléseként.
- Ez a szócikk részben vagy egészben  a   Transvaal presidential election, 1893 című angol Wikipédia-szócikk fordításán alapul.  Az eredeti cikk szerkesztőit annak laptörténete sorolja fel. Ez a jelzés csupán a megfogalmazás eredetét és a szerzői jogokat jelzi, nem szolgál a cikkben szereplő információk forrásmegjelöléseként.
- Ez a szócikk részben vagy egészben  a   Transvaal presidential election, 1898 című angol Wikipédia-szócikk fordításán alapul.  Az eredeti cikk szerkesztőit annak laptörténete sorolja fel. Ez a jelzés csupán a megfogalmazás eredetét és a szerzői jogokat jelzi, nem szolgál a cikkben szereplő információk forrásmegjelöléseként.